# Stadion Nieftiechimik w Niżniekamsku
Stadion Nieftiechimik – wielofunkcyjny stadion w Niżniekamsku, w Rosji. Został otwarty w 1974 roku. Swoje spotkania rozgrywa na nim drużyna Nieftiechimik Niżniekamsk. Obiekt może pomieścić około 3200 widzów.